# Hîjîne, Solone
Hîjîne (în ucraineană Хижине) este un sat în comuna Natalivka din raionul Solone, regiunea Dnipropetrovsk, Ucraina.

## Demografie
Componența lingvistică a localității Hîjîne
     Ucraineană (95,56%)
     Rusă (2,22%)
     Română (2,22%)
Conform recensământului din 2001, majoritatea populației localității Hîjîne era vorbitoare de ucraineană (95,56%), existând în minoritate și vorbitori de rusă (2,22%) și română (2,22%).